# Heinz Danko Herre
Heinz Danko Herre (ur. 23 stycznia 1909 w Saint-Avold, zm. 5 października 1988 w Krün) – niemiecki wojskowy (pułkownik), uczestnik agresji na Polskę, Francję, Jugosławię i Związek Radziecki, po wojnie funkcjonariusz agencji wywiadowczej RFN. 

## Życiorys
Od 1927 r. służył w 13 Pułku Kawalerii, zaś od 1937 r. w 54 Górskim Batalionie Saperów. W 1939 r. w stopniu kapitana był oficerem wywiadu w sztabie XXVI Korpusu Armijnego. Brał udział w agresji na Polskę, Francję, panstwa bałkańskie i od 22 czerwca 1941 ataku na Związek Radziecki. Służąc w kadrze oficerskiej XXXXIX Korpusu Górskiego w stopniu majora przeraziły go warunki w jakich trzymano jeńców radzieckich. Trzymano ich głodnych, bez kocy i bez pomocy lekarskiej, pomimo że dziesiątkował ich tyfus. We wsi Olginskoje był świadkiem zabijania ludzi (bez sądu) przez oddział policyjny SS. 
Z powodu znajomości języka rosyjskiego i doświadczenia frontowego rozkazem z 12 kwietnia 1942 został przeniesiony do wydziału wywiadowczego Obce Armie Wschód z siedzibą w Mauerwald,  a kierowanego przez pułkownika Reinharda Gehlena. Był zwolennikiem wykorzystania czerwonoarmistów, którzy dostali się do niewoli niemieckiej, w szeregach sił zbrojnych III Rzeszy. Popierał też projekt utworzenia ochotniczej armii rosyjskiej, która wespół z Niemcami obaliłaby reżim stalinowski w Rosji. W styczniu 1944 r. objął funkcję szefa sztabu oddziałów ochotniczych. Pod koniec 1944 r. w stopniu pułkownika został przydzielony jako oficer łącznikowy do dowództwa Sił Zbrojnych Komitetu Wyzwolenia Narodów Rosji. Do jego zadań należało pośredniczenie pomiędzy niemieckimi organami wojskowymi a dowództwem Sił Zbrojnych KONR przy formowaniu dywizji rosyjskich i ich szkoleniu bojowym. 
Po zakończeniu wojny, został aresztowany 20 maja 1945 i przewieziony do obozu jenieckiego 101 Dywizji Spadochronowej armii USA. Następnie przebywał w Fort Hunt, przechodząc intensywne przesłuchania. W 1946 r. powrócił do zachodnich Niemiec, gdzie wstąpił do wywiadowczej Organizacji Gehlena. Stanął na czele oddziału analitycznego, pełniąc tę funkcję do przekształcenia się organizacji w Bundesnachrichtendienst (BND) w 1957 r. Został wówczas szefem oddziału szpiegostwa przeciwko państwom socjalistycznym. Prowadził m.in. współpracę z banderowską frakcją Ukraińskiej Armii Powstańczej (UPA). Karierę wojskową ukończył w stopniu pułkownika w 1970 r. jako rezydent BND w Waszyngtonie.